# Антимонат калия
Антимонат калия — неорганическое соединение,
соль калия и сурьмяной кислоты с формулой KSbO3,
кристаллы.

## Получение
- Разложение при нагревании гексагидроксостибата калия:

{\displaystyle {\mathsf {K[Sb(OH)_{6}]\ {\xrightarrow {680^{o}C}}\ KSbO_{3}+3H_{2}O}}}

## Физические свойства
Антимонат калия образует кристаллы двух модификаций:
- тригональная сингония, пространственная группа R 3, параметры ячейки a = 0,53614 нм, c = 1,8213 нм, Z = 6;
- кубическая сингония, пространственная группа P n3, параметры ячейки a = 0,958 нм, Z = 12.